# József Aradi
József Aradi (n. 18 aprilie 1943, Arad) este un scriitor, poet și publicist maghiar din România.